# Мікок

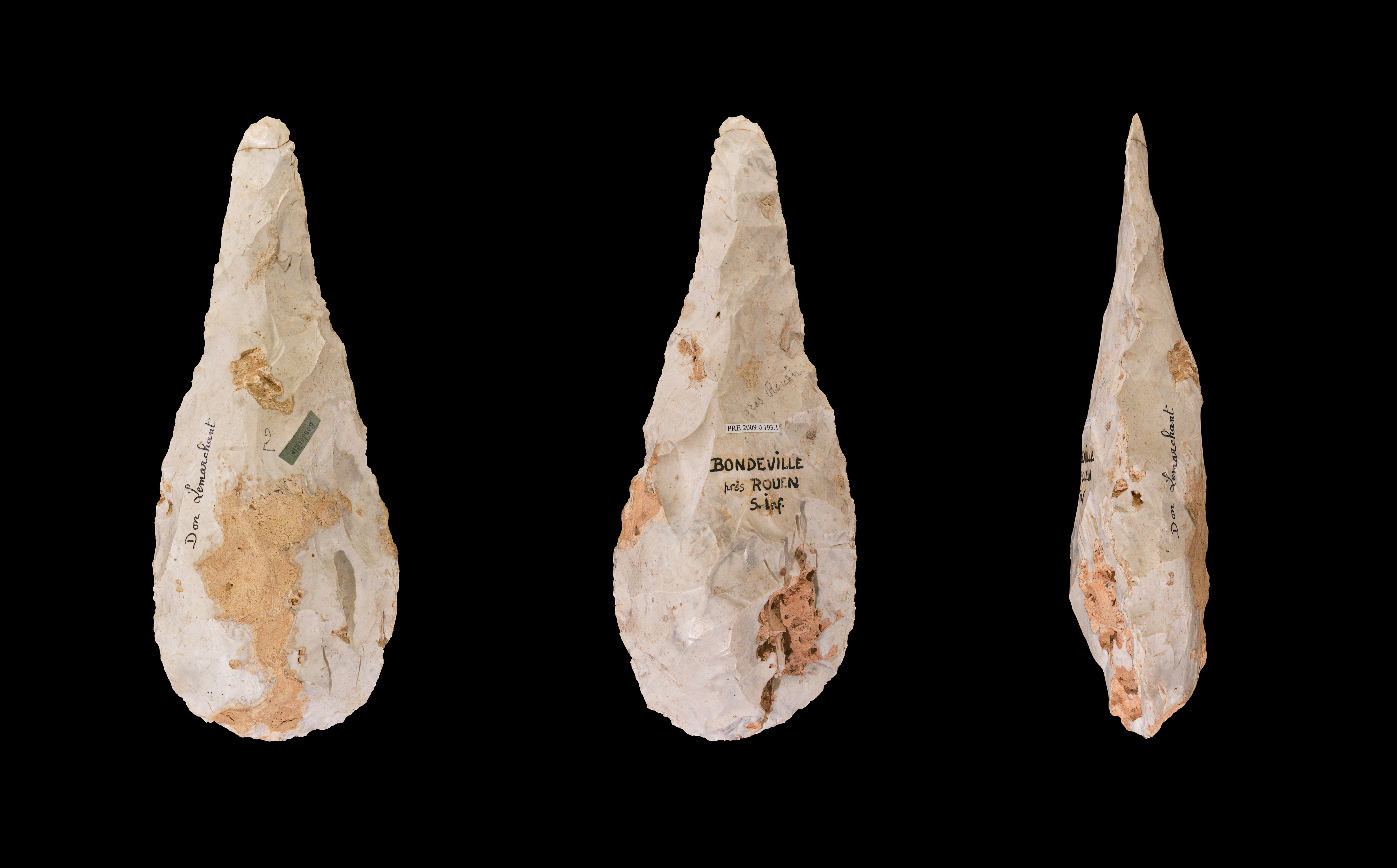
Мікокські знаряддя

Мікок, Ла-Мікок (фр. La Micoque) — багатошарова стоянка раннього палеоліту (пізньоашельської і ранньомустьєрської культур) на південному заході Франції (департамент Дордонь), поблизу м. Тейяк. Досліджувалася з 1895 р.
Нижні культурні шари належить до часу, перехідного від ашельського до мустьєрського, і містять безформні, атипові крем'яні знаряддя. Подібні знаряддя, поширені й у низці інших поселень того ж часу, дістали від цієї стоянки назву тейякських. Верхній шар належить до кінця ашельського або до ранньомустьєрського часу. Тут знайдено багатометрові нашарування кісток диких тварин (переважно коней), на яких полювали мешканці стоянки.
Серед кам'яних знарядь виділяються невеликі, витягнутих обрисів, оброблені з двох сторін ручні рубила, що дістали назву рубил типу Ла-Мікок (т. зв. мікокські). Стоянки з подібними рубилами називаються мікокськими.